# تیلور لاتنر
تیلور دنیل لاتنر (انگلیسی: Taylor Daniel Lautner؛ زادهٔ ۱۱ فوریهٔ ۱۹۹۲) بازیگر آمریکایی است. او برای بازی در نقش جیکوب بلک در مجموعه‌فیلم‌های گرگ‌ومیش (۲۰۰۸–۲۰۱۲) مشهور است. دیگر فیلم‌های او شامل دنی فانتوم (۲۰۰۵)، دوجینش ارزان‌تر است ۲ (۲۰۰۵) و ماجراهای پسر کوسه‌ای و دختر گدازه‌ای در بعد سوم (۲۰۰۵) می‌شوند.
نشریاتی مانند جی‌کیو، رولینگ استون و پیپل از لاتنر به عنوان نماد جذابیت یاد کرده‌اند و نشریهٔ پیپل این بازیگر را مظهر آتی فرهنگ مردمی می‌داند.

## گزیدهٔ فیلم‌شناسی
- ماجراهای پسر کوسه‌ای و دختر گدازه‌ای در بعد سوم (۲۰۰۵)
- دوجینش ارزان‌تر است ۲ (۲۰۰۵)
- گرگ‌ومیش (۲۰۰۸)
- گرگ‌ومیش: ماه نو (۲۰۰۹)
- روز والنتاین (۲۰۱۰)
- گرگ‌ومیش: خسوف (۲۰۱۰)
- آدم‌ربایی (۲۰۱۱)
- گرگ‌ومیش: سپیده‌دم - قسمت اول (۲۰۱۱)
- گرگ‌ومیش: سپیده‌دم - قسمت دوم (۲۰۱۲)
- بزرگ‌شده‌ها ۲ (۲۰۱۳)
- ۶ کله‌پوک (۲۰۱۶)
- دوندگان (۲۰۱۵)

### تلویزیون
- داک داجرز (۲۰۰۵)
- دنی فانتوم (۲۰۰۵–۲۰۰۷)
- ملکه‌های جیغ (۲۰۱۶)